# Hiszpania na Letnich Igrzyskach Olimpijskich 1972
Hiszpanię na Letnich Igrzyskach Olimpijskich 1972 w Monachium reprezentowało 123 zawodników: 118 mężczyzn i 5 kobiet. Był to 12. start reprezentacji Hiszpanii na letnich igrzyskach olimpijskich.
Najmłodszym hiszpańskim zawodnikiem na tych igrzyskach była 14-letnia skoczkini do wody Carmen Belén Núñez, natomiast najstarszym 52-letni żeglarz Ramón Balcells Rodón.

## Zdobyte medale
| Medal  | Zawodnik          | Dyscyplina | Konkurencja    | Data        |
| ------ | ----------------- | ---------- | -------------- | ----------- |
| · Brąz | Enrique Rodríguez | · Boks     | Waga papierowa | 10 września |